# Горелый (приток Топсы)
Горелый (устар. Нюньмиж) — ручей в России, протекает по Архангельской области. Устье реки находится в 58 км по левому берегу реки Топса. Длина реки составляет 14 км.
Имеет правый приток — ручей Нюньмиж.

## Данные водного реестра
По данным государственного водного реестра России относится к Двинско-Печорскому бассейновому округу, водохозяйственный участок реки — Северная Двина от впадения реки Вычегда до впадения реки Вага, речной подбассейн реки — Северная Двина ниже места слияния Вычегды и Малой Северной Двины. Речной бассейн реки — Северная Двина.
Код объекта в государственном водном реестре — 03020300112103000028033.